# Merkel (Familienname)
Merkel ist ein deutschsprachiger Familienname.

## Bedeutung
Der Name Merkel ist die verniedlichende Koseform eines Rufnamens. Zugrunde liegen könnte hier ein Markwart oder Markhard (mark ist hier als Grenze zu verstehen, wie zum Beispiel bei Altmark, Neumark, Dänemark etc.).

## Verbreitung
Der Familienname Merkel tritt in Deutschland überdurchschnittlich häufig auf. Mit rund 5.884 Telefonbucheinträgen sind rund 15.700 Namensträger in Deutschland zu erwarten. Der Name ist in ganz Deutschland verbreitet. In Österreich ist der Name hingegen fast gar nicht anzutreffen; lediglich 17 Telefonbucheinträge und somit rund 40 potentielle Namensträger sind hier vorzufinden. Hingegen ist dort, wie in Süddeutschland, die Form Merkl weiter verbreitet.

## Namensträger

### A
- Adolf Merkel (1836–1896), deutscher Jurist
- Alexander Merkel (* 1992), kasachischer Fußballspieler
- André Merkel (* 1967), deutscher Fußballspieler
- Andreas Merkel (* 1970), deutscher Schriftsteller
- Angela Merkel (* 1954), deutsche Politikerin (CDU) und Bundeskanzlerin

### B
- Bernd Merkel (1938–2024), deutscher Zahnmediziner und Admiralarzt
- Bernhard Merkel (1874–1954), deutscher Gewehrfabrikant
- Broder J. Merkel (* 1949), deutscher Geologe und Wissenschaftsmanager

### C
- Carl Merkel (Heimatforscher) (1789–nach 1828), deutscher Heimatforscher
- Carl Christoph Merkel (1799–1877), deutscher Politiker, Mitglied der Frankfurter Nationalversammlung
- Carl Ludwig Merkel (1812–1876), deutscher HNO-Arzt und Hochschullehrer
- Carl Gottlieb Merkel (Maler) (1817–1897), deutscher Maler, Illustrator und Autor
- Carl Theodor Merkel (1847–1911), deutscher Kaufmann
- Carlo Merkel (1862–1899), italienischer Historiker
- Curt-Heinz Merkel (1919–2000), deutscher Politiker (SED)

### E
- Edmund Merkel (* 1947), deutscher Politiker (CDU), Oberbürgermeister von Balingen
- Eduard Merkel (1840–1919), deutscher Lehrer, Molluskenforscher und Herausgeber
- Else Merkel (1905–1990), deutsche Widerstandskämpferin
- Erich Merkel (1916–?), deutscher Fußballspieler
- Ernst Merkel (1907–2001), deutscher Lehrer und Historiker; Mitarbeiter in Himmlers Hexenkartothek

### F
- Franz Merkel (Politiker) (1754–1824), deutscher Politiker
- Franz Josef Meinrad Merkel (* 1944), deutscher Geistlicher, Bischof von Humaitá
- Franz Rudolf Merkel (1881–1955), deutscher evangelischer Theologe und Hochschullehrer
- Fred Merkel (* 1962), US-amerikanischer Motorradrennfahrer
- Friedemann Merkel (1929–2004), deutscher evangelischer Theologe
- Friedrich Merkel (Mediziner) (1845–1919), deutscher Anatom und Hochschullehrer
- Friedrich Merkel (1892–1929), deutscher Ingenieurwissenschaftler und Hochschullehrer, siehe Leopold Carl Friedrich Merkel
- Friedrich Wilhelm Merkel (1911–2002), deutscher Ornithologe
- Fritz Merkel (* 1932), deutscher Wirtschaftswissenschaftler

### G
- Garlieb Helwig Merkel (1769–1850), deutsch-baltischer Publizist und Schriftsteller
- Georg Merkel (Politiker) (1829–1898), deutscher Verwaltungsjurist und Oberbürgermeister von Göttingen
- Georg Merkel (Maler) (1881–1976), österreichischer Maler
- Gerhard Merkel (Architekt) (1903–1989), deutscher Architekt, Bauingenieur, Lyriker und Schriftsteller
- Gerhard Merkel (Informatiker) (* 1929), deutscher Informatiker und Wissenschaftsorganisator
- Gottlieb Merkel (Theologe) (1734–1807), deutscher Theologe
- Gottlieb von Merkel (1835–1921), deutscher Mediziner
- Günter Merkel (Jurist) (* 1959), deutscher Jurist, Richter und Fachautor
- Günter B. Merkel (* 1941), deutscher Musiker, Verleger und Schriftsteller
- Gustav Adolf Merkel (1827–1885), deutscher Musikpädagoge und Komponist

### H
- Hans Merkel (Jurist, 1902) (1902–1993), deutscher Rechtsanwalt und Präsident des Deutschen Anwaltvereins
- Hans Merkel (Jurist, 1934) (1934–2020), deutscher Jurist und Politiker (CSU)
- Hans-Joachim Schulz-Merkel (1913–2000), deutscher Sanitätsoffizier und Medizinalbeamter
- Harry Merkel (Schauspieler) (* 1929), deutscher Schauspieler
- Harry Merkel (Rennfahrer) (1918–1995), deutscher Automobilrennfahrer
- Heinrich Merkel (Maler) (1866–1955), deutscher Maler
- Heinrich Merkel (Geodät) (1889–1965), deutscher Geodät
- Heinrich G. Merkel (1900–1985), deutscher Verleger
- Hellmuth Merkel (1915–1982), deutscher Musiker, Komponist und Dirigent
- Helmut Merkel (Theologe) (* 1942), deutscher evangelischer Theologe und Hochschullehrer
- Helmut Merkel (Manager) (* 1949), deutscher Manager
- Herbert Merkel (1910–1967), deutscher Außenhandelsfunktionär und Diplomat der DDR
- Hermann Merkel (Mediziner) (1873–1957), deutscher Mediziner und Hochschullehrer
- Hermann Merkel (Politiker) (1878–1938), deutscher Politiker (SPD)

### I
- Inge Merkel (1922–2006), österreichische Schriftstellerin
- Ingeborg Berggreen-Merkel (* 1949), deutsche Verwaltungsjuristin und Ministerialdirektorin beim Beauftragten der Bundesregierung für Kultur und Medien a. D.

### J
- Jacek Merkel (* 1954), polnischer Politiker
- Johannes Gottfried Merkel (1860–1934), deutscher Komponist und Musikpädagoge
- Johann Jakob Merkel (1748–1817), deutscher Politiker, Stadtschultheiß von Ravensburg

- Johannes Merkel (Textilfabrikant) (1798–1879), deutscher Textilfabrikant
- Johannes Merkel (Jurist) (1852–1909), deutscher Jurist
- Johannes Gottfried Merkel (1860–1934), deutscher Komponist und Musikpädagoge
- Johannes Merkel (Schriftsteller) (* 1942), deutscher Germanist, Pädagoge und Kinderbuchautor
- Jörg Merkel (* 1968), deutscher Fußballspieler
- Josef Merkel (1886–1969), Schweizer Architekt
- Joseph Merkel (1788–1866), deutscher Philologe und Bibliothekar

### K
- Karl Merkel (Mediziner) (1873–1955), deutscher Mediziner und Heimatforscher
- Karl Merkel (Widerstandskämpfer) (1903–1937), deutscher Widerstandskämpfer
- Karlheinz Merkel (1955–2020), deutscher Rechtsanwalt
- Karl Ludwig Merkel (1812–1876), deutscher Arzt, siehe Carl Ludwig Merkel
- Karola Merkel, deutsche Mathematikerin und Hochschullehrerin
- Kerstin Merkel (* 1962), deutsche Kunsthistorikerin und Hochschullehrerin
- Klara Merkel (* 2000), deutsche Schauspielerin
- Klaus Merkel (Fotograf) (* 1940), deutscher Fotograf
- Klaus Merkel (Maler) (* 1953), deutscher Maler und Hochschullehrer
- Klaus Merkel (Kameramann) (* 1957), Kameramann
- Klaus Merkel (Komponist), deutscher Komponist
- Konrad Merkel (1918–1989), deutscher Agrarwissenschaftler und Hochschullehrer
- Konrad Schulz-Merkel (auch Conrad Schulz-Merkel; 1863–1919), deutscher Kantor, Organist und Komponist
- Kurt Merkel (1934–2020), deutscher Diplomat

### L
- Leopold Carl Friedrich Merkel (1892–1929), deutscher Ingenieurwissenschaftler und Hochschullehrer
- Lisa Merkel (* 2003), deutsche Langstreckenläuferin
- Louise Merkel-Romée (1888–1977), österreichische Künstlerin
- Luca Merkel (* 2004), deutscher Basketballspieler
- Ludwig Merkel (1852–1922), deutscher Bankier

### M
- Maike Katrin Merkel (* 1978), deutsche Schauspielerin und Sängerin
- Manfred Merkel (General) (* 1933), deutscher Generalmajor
- Manfred Merkel (Kanute) (* 1938), deutscher Kanute und Sportfunktionär
- Manfred Merkel (Fußballspieler) (* 1945), deutscher Fußballspieler
- Marcus Merkel (* 1991), deutscher Dirigent, Pianist, Sänger und Komponist
- Markus Merkel (* vor 1975), deutscher Ingenieur und Hochschullehrer
- Matilda Merkel (* 1996), deutsche Schauspielerin
- Max Merkel (1918–2006), österreichischer Fußballspieler und -trainer
- Michael Merkel (* 1987), deutscher bildender Künstler, Kurator und Autor

### O
- Olaf Merkel (* 1962), deutscher Radrennfahrer
- Oliver Merkel (Fußballspieler, 1963) (* 1963), deutscher Fußballspieler
- Oliver Merkel (Fußballspieler, 1991) (* 1991), deutscher Fußballspieler
- Olivia Merkel (* 1981), deutsche Pharmazeutin und Professorin
- Oskar Merkel (1836–1912), deutscher Industrieller
- Otto Julius Merkel (1879–1955), deutscher Manager

### P
- Paul von Merkel (1864–1949), deutscher Finanzbeamter und bayerischer Staatsrat
- Paul Merkel (Jurist) (1872–1943), deutscher Rechtswissenschaftler und Hochschullehrer
- Paul Merkel (Pädagoge) (1897–1978), deutscher Pädagoge
- Paul Johannes Merkel (1819–1861), deutscher Rechtswissenschaftler
- Paul Wolfgang Merkel (1756–1820), deutscher Handelsherr, Politiker und Kunstsammler
- Peter Merkel (* 1958), deutscher Maler, Grafiker und Designer
- Petra Merkel (* 1947), deutsche Politikerin (SPD)
- Pierre Merkel (* 1989), deutscher Fußballspieler

### R
- Rachmiel Merkel (1843–1907), österreichischer Unternehmer
- Rainer Merkel (* 1964), deutscher Autor
- Reiner Merkel (1952–2007), deutscher Manager
- Reinhard Merkel (* 1950), deutscher Rechtsphilosoph
- Renate Merkel-Melis (1937–2012), deutsche Historikerin und Herausgeberin
- Richard Merkel (Fabrikant) (1841–1897), deutscher Fabrikant und Unternehmer
- Richard Merkel (Sänger) (1864–1915), deutscher Sänger (Tenor)
- Richard Merkel (Schriftsteller) (Karl Richard Merkel; 1868–1915), deutscher Pfarrer und Schriftsteller
- Robert Merkel (1850–1916), deutscher Unternehmer und Politiker, MdR
- Roland Merkel (* 1952), deutscher Fußballspieler
- Ronja Merkel (* 1989), deutsche Kunsthistorikerin und Journalistin
- Rudolf Merkel (Jurist, 1870) (1870–1944), deutscher Jurist, Rechtswissenschaftler und Hochschullehrer
- Rudolf Merkel (Architekt) (1905–1949), deutscher Architekt
- Rudolf Merkel (Jurist, 1905) (1905–1987), deutscher Jurist
- Rudolf Merkel (Jurist, 1921) (1921–2014), deutscher Jurist und Richter
- Rudolf Merkel (Biophysiker) (* vor 1969), deutscher Hochschullehrer für Physikalische Chemie
- Rudolph Merkel (auch Rudolf Merkel; 1811–1885), deutscher Klassischer Philologe und Gymnasiallehrer

### S
- Salomon Friedrich Merkel (1760–1823), deutscher Jurist
- Steffen Merkel (* 1975), deutscher Musiker, Percussionist, Arrangeur, Musiklehrer und Autor
- Steffen Merkel (Manager) (* 1985), deutscher Manager

### T
- Tess Merkel (* 1970), schwedische Sängerin
- Theo Merkel (1934–2002), deutscher Skisportler, Sportschütze, Trainer und Funktionär
- Thomas Merkel (1964–2015), deutscher Eishockeyspieler

### U
- Una Merkel (1903–1986), US-amerikanische Schauspielerin

### W
- Walter Merkel (1863–1903), deutscher Maler
- Wilhelm Merkel (1833–1920), deutscher Chirurg, Gynäkologe und Klinikgründer
- Wolfgang Merkel (Bauingenieur) (* 1937), deutscher Bauingenieur und Hochschullehrer
- Wolfgang Merkel (* 1952), deutscher Politikwissenschaftler